# This Rain Will Never Stop
 (février 2022).
La mise en forme du texte ne suit pas les recommandations de Wikipédia : il faut le « wikifier ».
Les points d'amélioration suivants sont les cas les plus fréquents. Le détail des points à revoir est peut-être précisé sur la page de discussion.
- Les titres sont pré-formatés par le logiciel. Ils ne sont ni en capitales, ni en gras.
- Le texte ne doit pas être écrit en capitales (les noms de famille non plus), ni en gras, ni en italique, ni en « petit »…
- Le gras n'est utilisé que pour surligner le titre de l'article dans l'introduction, une seule fois.
- L'italique est rarement utilisé : mots en langue étrangère, titres d'œuvres, noms de bateaux, etc.
- Les citations ne sont pas en italique mais en corps de texte normal. Elles sont entourées par des guillemets français : « et ».
- Les listes à puces sont à éviter, des paragraphes rédigés étant largement préférés. Les tableaux sont à réserver à la présentation de données structurées (résultats, etc.).
- Les appels de note de bas de page (petits chiffres en exposant, introduits par l'outil «  Source ») sont à placer entre la fin de phrase et le point final[comme ça].
- Les liens internes (vers d'autres articles de Wikipédia) sont à choisir avec parcimonie. Créez des liens vers des articles approfondissant le sujet. Les termes génériques sans rapport avec le sujet sont à éviter, ainsi que les répétitions de liens vers un même terme.
- Les liens externes sont à placer uniquement dans une section « Liens externes », à la fin de l'article. Ces liens sont à choisir avec parcimonie suivant les règles définies. Si un lien sert de source à l'article, son insertion dans le texte est à faire par les notes de bas de page.
- La présentation des références doit suivre les conventions bibliographiques. Il est recommandé d'utiliser les modèles {{Ouvrage}}, {{Chapitre}}, {{Article}}, {{Lien web}} et/ou {{Bibliographie}}. Le mode d'édition visuel peut mettre en forme automatiquement les références.
- Insérer une infobox (cadre d'informations à droite) n'est pas obligatoire pour parachever la mise en page.

Pour une aide détaillée, merci de consulter Aide:Wikification.
Si vous pensez que ces points ont été résolus, vous pouvez retirer ce bandeau et améliorer la mise en forme d'un autre article.
Pour plus de détails, voir Fiche technique et Distribution.
This Rain Will Never Stop (en ukrainien : Цей дощ ніколи не скінчиться) est un documentaire réalisé par la réalisatrice ukrainienne Alina Gorlova.

## Résumé
À cause de la guerre civile en Syrie, la famille d'Andriy Suleyman, 20 ans, a fui Al-Hasakah pour vivre dans la ville natale de sa mère, Lyssytchansk, en Ukraine. Mais elle se retrouve dans une autre guerre contre la Russie, qui a commencé à avancer vers l'est de l'Ukraine. Andriy devient plus tard bénévole à la Croix-Rouge. Après la mort de son père, Andriy retourne en Syrie pour l'enterrement de celui-ci.

## Production
Alina Gorlova prévoyait de filmer le documentaire dans le territoire contesté du Donbass, un bassin houiller, connu alors en mars 2014 dans le monde entier en raison du conflit entre l'Ukraine et la Russie. Son ami, photographe, lui a présenté Andriy Suleyman, qui a participé à une guerre en Syrie, puis à une guerre en Ukraine.

## Sortie du film
This Rain Will Never Stop a fait ses débuts mondiaux le 19 novembre 2020 au Festival international du film documentaire d'Amsterdam (IDFA).

## Distinctions
En novembre 2020, This Rain Will Never Stop a remporté le prix du Festival international du film documentaire d'Amsterdam de la meilleure première apparition, le prix du meilleur long métrage au 61e Festival dei popoli et le prix du meilleur documentaire au 66e Festival international du film de Cork en Irlande.